# Bertholène
Bertholène est une commune française, située dans le département de l'Aveyron en région Occitanie, au cœur de la forêt des Palanges.
Le patrimoine architectural de la commune comprend quatre  immeubles protégés au titre des monuments historiques : l'église Saint-Maurice, inscrite en 1944, le château des Bourines, classé en 1963 et inscrit en 1963, le dolmen des Bourines 1, inscrit en 1995, et l'église d'Ayrinhac, inscrite en 2007.

## Géographie

### Localisation
La commune de Bertholène se trouve à l'est du département de l'Aveyron, dans la petite région agricole des Grands Causses.
Bertholène est située en bordure de la forêt des Palanges. Le village était autrefois desservie par la ligne ferroviaire de Bertholène à Espalion.
Elle se situe à 20 km par la route de Rodez, préfecture du département et à 34 km de Saint Geniez d'Olt et d'Aubrac, bureau centralisateur du canton de Lot et Palanges dont dépend la commune depuis 2015. La commune fait en outre partie du bassin de vie de Laissac.
Les communes les plus proches sont : Laissac (3,8 km), Palmas (5,1 km), Montrozier (5,8 km), Gabriac (6,4 km), Sévérac-l'Église (6,6 km), Coussergues (8,1 km), Cruéjouls (8,2 km), Arques (8,8 km), Agen-d'Aveyron (8,9 km).

### Communes limitrophes
Les communes limitrophes sont Arques, Bozouls, Gabriac, Montrozier, Palmas d'Aveyron, Le Vibal et Laissac-Sévérac l'Église.

### Hydrographie

#### Réseau hydrographique

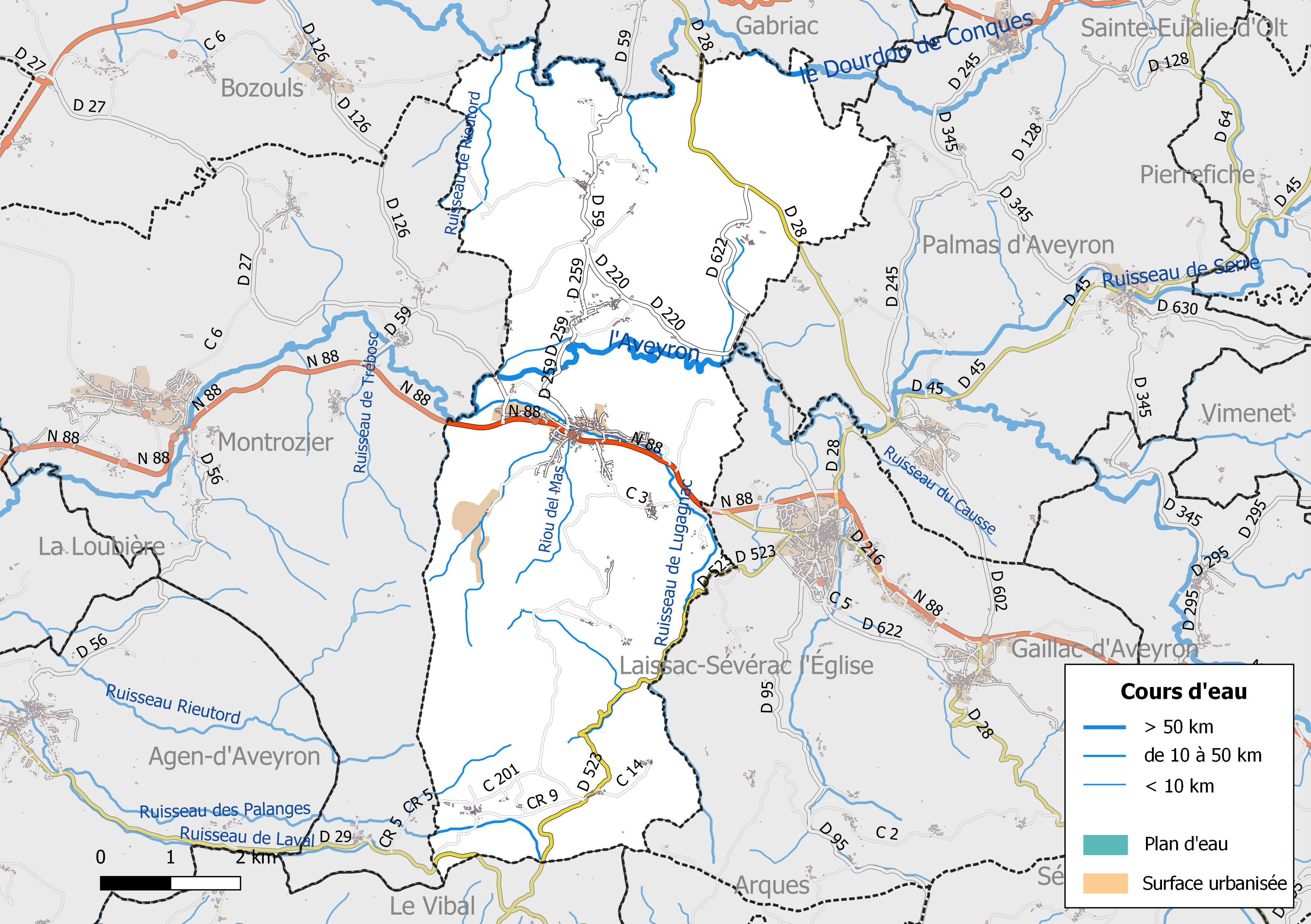
Réseaux hydrographique et routier de Bertholène.

La commune est drainée par l'Aveyron, le Dourdou de Conques, le ruisseau de Lugagnac, le ruisseau des Palanges, le riou del Mas, le ruisseau de Galties, le ruisseau de Lestrade, le ruisseau de Rieutord, le ruisseau des Balaures, le ruisseau des Bourines, le ruisseau de Semmène et par divers petits cours d'eau.
L'Aveyron, d'une longueur totale de 290,6 km, prend sa source dans la commune de Sévérac d'Aveyron et se jette  dans le Tarn à Barry-d'Islemade, après avoir arrosé 60 communes.
Le Dourdou de Conques, d'une longueur totale de 83,7 km, prend sa source dans la commune de Lassouts et se jette  dans le Lot à Grand-Vabre, après avoir arrosé 12 communes.

#### Gestion des cours d'eau
Afin d’atteindre le bon état des eaux imposé par la Directive-cadre sur l'eau du 23 octobre 2000, plusieurs outils de gestion intégrée s’articulent à différentes échelles pour définir et mettre en œuvre un programme d’actions de réhabilitation et de gestion des milieux aquatiques : le SDAGE (Schéma directeur d'aménagement et de gestion des eaux), à l’échelle du bassin hydrographique, et le SAGE (Schéma d'aménagement et de gestion des eaux), à l’échelle locale. Ce dernier fixe les objectifs généraux d’utilisation, de mise en valeur et de protection quantitative et qualitative des ressources en eau superficielle et souterraine. Trois SAGE sont mis en oeuvre dans le département de l'Aveyron.
La commune fait partie du SAGE du bassin versant du Viaur, approuvé le 28 mars 2018, au sein du SDAGE Adour-Garonne. Le périmètre de ce SAGE couvre 89 communes, sur trois départements (Aveyron, Tarn et Tarn-et-Garonne),. Le pilotage et l’animation du SAGE sont assurés par l’établissement public d'aménagement et de gestion des eaux (EPAGE) du bassin du Viaur, une structure qui regroupe les établissements publics de coopération intercommunale à fiscalité propre (EPCI-FP) dont le territoire est inclus (en totalité ou partiellement) dans le bassin hydrographique du Viaur et les structures gestionnaires de l’alimentation en eau potable des populations et qui disposent d’une ressource sur le bassin versant du Viaur. Il correspond à l’ancien syndicat mixte du Bassin versant du Viaur,.

### Climat
Pour des articles plus généraux, voir Climat de l'Occitanie et Climat de l'Aveyron.
En 2010, le climat de la commune est de type climat océanique altéré, selon une étude s'appuyant sur une série de données couvrant la période 1971-2000. En 2020, Météo-France publie une typologie des climats de la France métropolitaine dans laquelle la commune est exposée à un climat de montagne et est dans la région climatique Sud-est du Massif Central, caractérisée par une pluviométrie annuelle de 1 000 à 1 500 mm, minimale en été, maximale en automne.
Pour la période 1971-2000, la température annuelle moyenne est de 10,6 °C, avec une amplitude thermique annuelle de 15,8 °C. Le cumul annuel moyen de précipitations est de 1 061 mm, avec 11,6 jours de précipitations en janvier et 6,6 jours en juillet. Pour la période 1991-2020, la température moyenne annuelle observée sur la station météorologique la plus proche, située sur la commune de Saint-Côme-d'Olt à 14 km à vol d'oiseau, est de 12,5 °C et le cumul annuel moyen de précipitations est de 951,5 mm,. Pour l'avenir, les paramètres climatiques de la commune estimés pour 2050 selon différents scénarios d'émission de gaz à effet de serre sont consultables sur un site dédié publié par Météo-France en novembre 2022.

### Milieux naturels et biodiversité

#### Sites Natura 2000

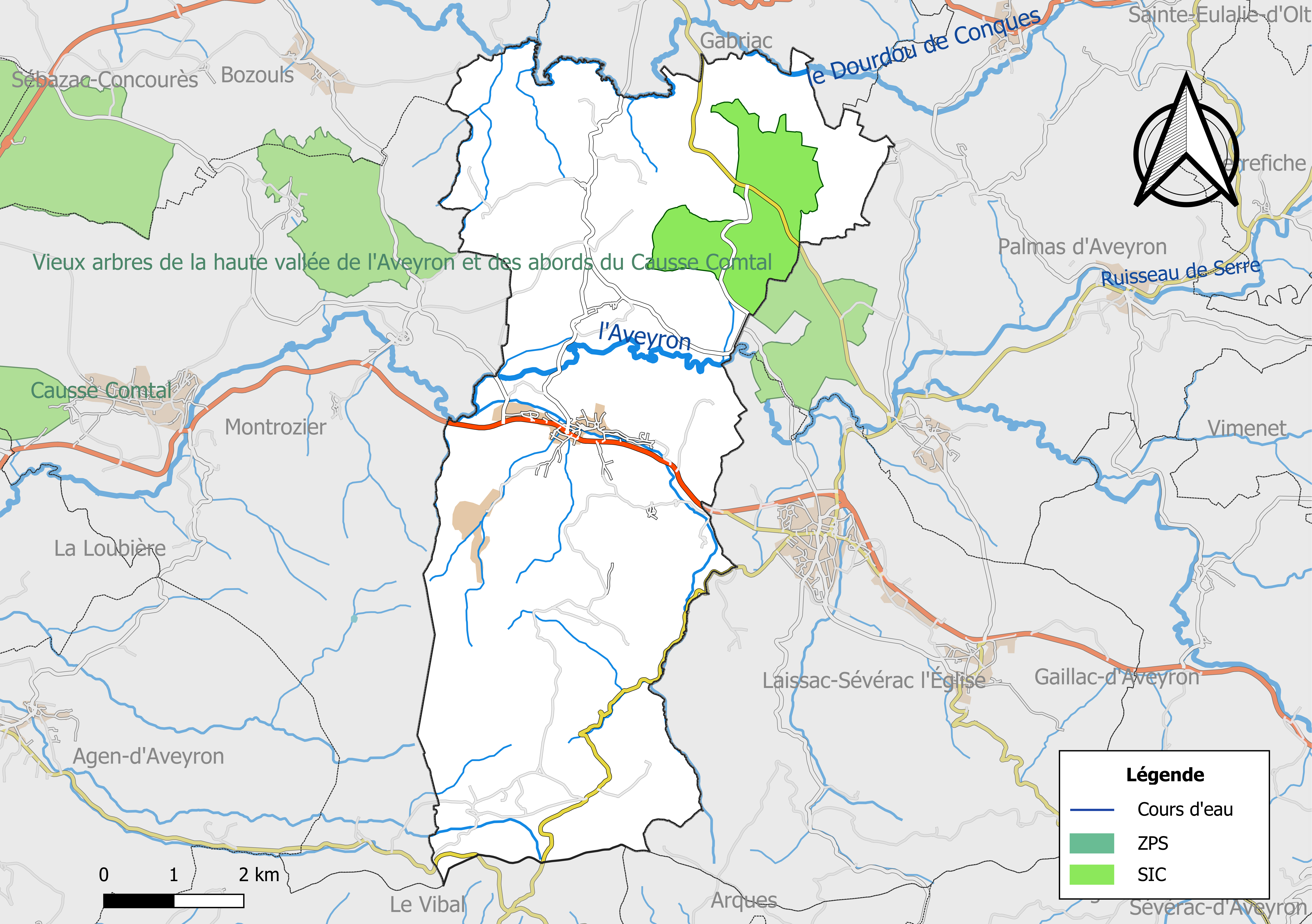
Sites Natura 2000 sur le territoire communal.

Le réseau Natura 2000 est un réseau écologique européen de sites naturels d’intérêt écologique élaboré à partir des Directives « Habitats » et « Oiseaux ». Ce réseau est constitué de Zones spéciales de conservation (ZSC) et de Zones de protection spéciale (ZPS). Dans les zones de ce réseau, les États Membres s'engagent à maintenir dans un état de conservation favorable les types d'habitats et d'espèces concernés, par le biais de mesures réglementaires, administratives ou contractuelles.
Un site Natura 2000 a été défini sur la commune au titre de la « directive Habitats ».
Les « Vieux arbres de la haute vallée de l'Aveyron et des abords du Causse Comtal », d'une superficie de 1 630 ha, est un secteur à très large dominance bocagère comprenant un réseau dense de haies et de bosquets riches en vieux arbres, riche par la présence de nombreux coléoptères dont Osmoderma eremita, de loin la plus grosse population connue en Midi-Pyrénées.

#### Zones naturelles d'intérêt écologique, faunistique et floristique
L'inventaire des zones naturelles d'intérêt écologique, faunistique et floristique (ZNIEFF) a pour objectif de réaliser une couverture des zones les plus intéressantes sur le plan écologique, essentiellement dans la perspective d’améliorer la connaissance du patrimoine naturel national et de fournir aux différents décideurs un outil d’aide à la prise en compte de l’environnement dans l’aménagement du territoire.
Le territoire communal de Bertholène comprend trois ZNIEFF de type 1, : 
- l'« agrosystème de Bertholène » (1 490 ha)[23]
- la « rivière Aveyron » (3 500 ha)[24];
- les « zones humides de la Forêt des Palanges » (74,2 ha)[25]

et trois ZNIEFF de type 2, :
- le « Causse Comtal » (13 496 ha), qui s'étend sur 9 communes[26];
- la « vallée de l'Aveyron » (14 644 ha), qui s'étend sur 68 communes dont 42 dans l'Aveyron, 21 dans le Tarn-et-Garonne et 5 dans le Tarn[27];
- la « vallée du Dourdou » (5 964 ha), qui s'étend sur 16 communes de l'Aveyron[28].

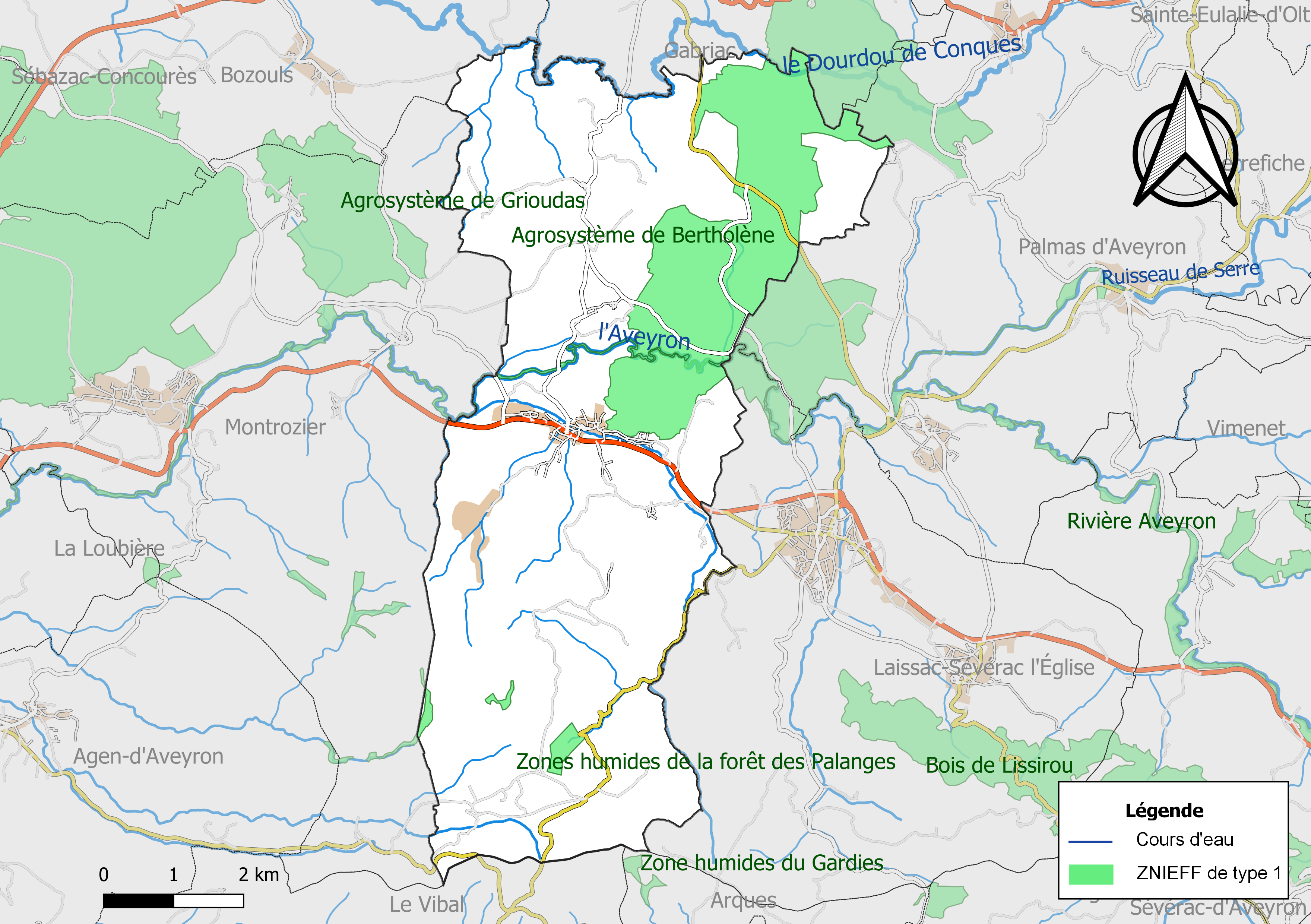
Carte des ZNIEFF de type 1 de la commune.
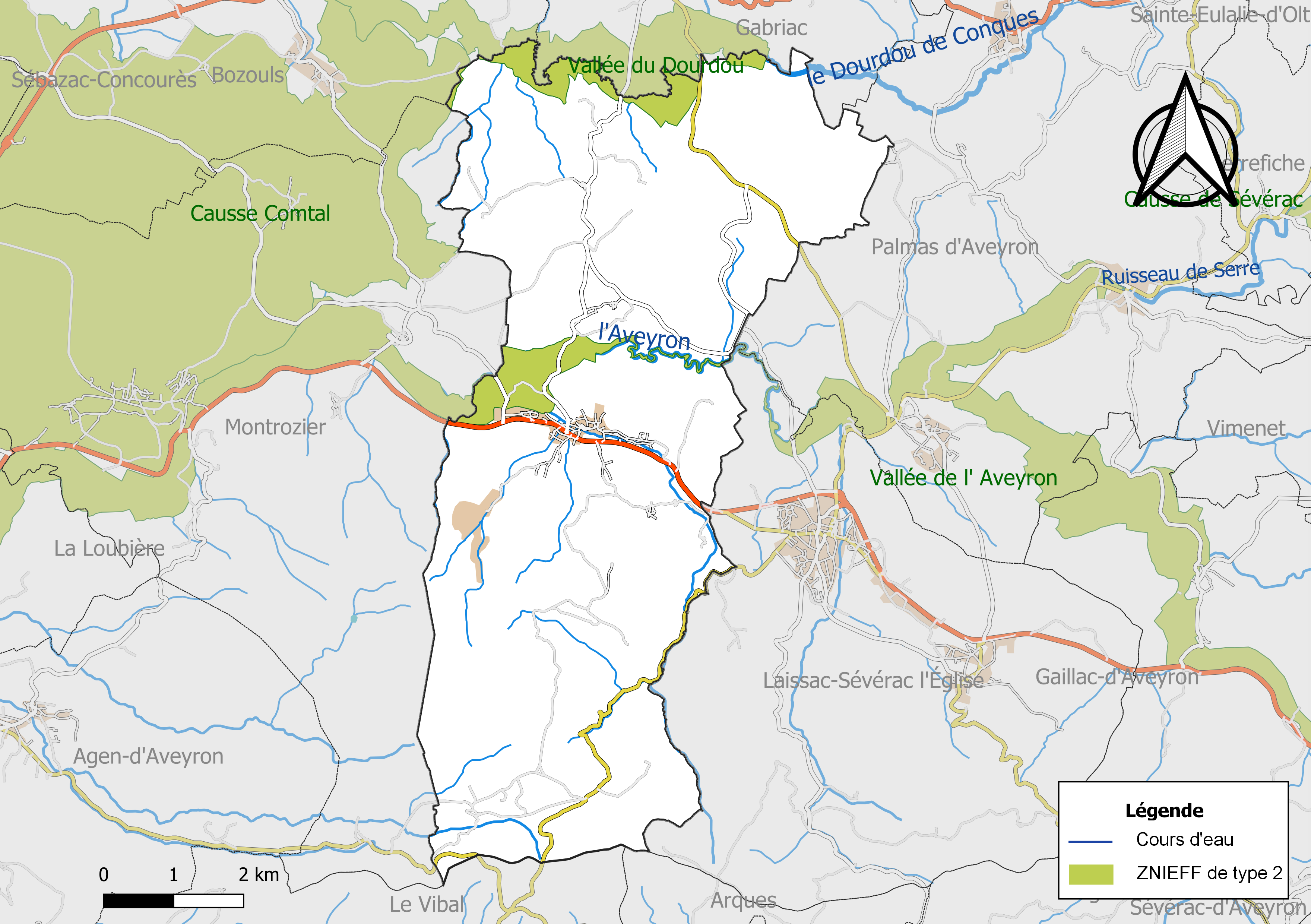
Carte des ZNIEFF de type 2 de la commune.

## Urbanisme

### Typologie
Au 1er janvier 2024, Bertholène est catégorisée commune rurale à habitat dispersé, selon la nouvelle grille communale de densité à 7 niveaux définie par l'Insee en 2022.
Elle est située hors unité urbaine. Par ailleurs la commune fait partie de l'aire d'attraction de Rodez, dont elle est une commune de la couronne,. Cette aire, qui regroupe 68 communes, est catégorisée dans les aires de 50 000 à moins de 200 000 habitants,.

### Occupation des sols

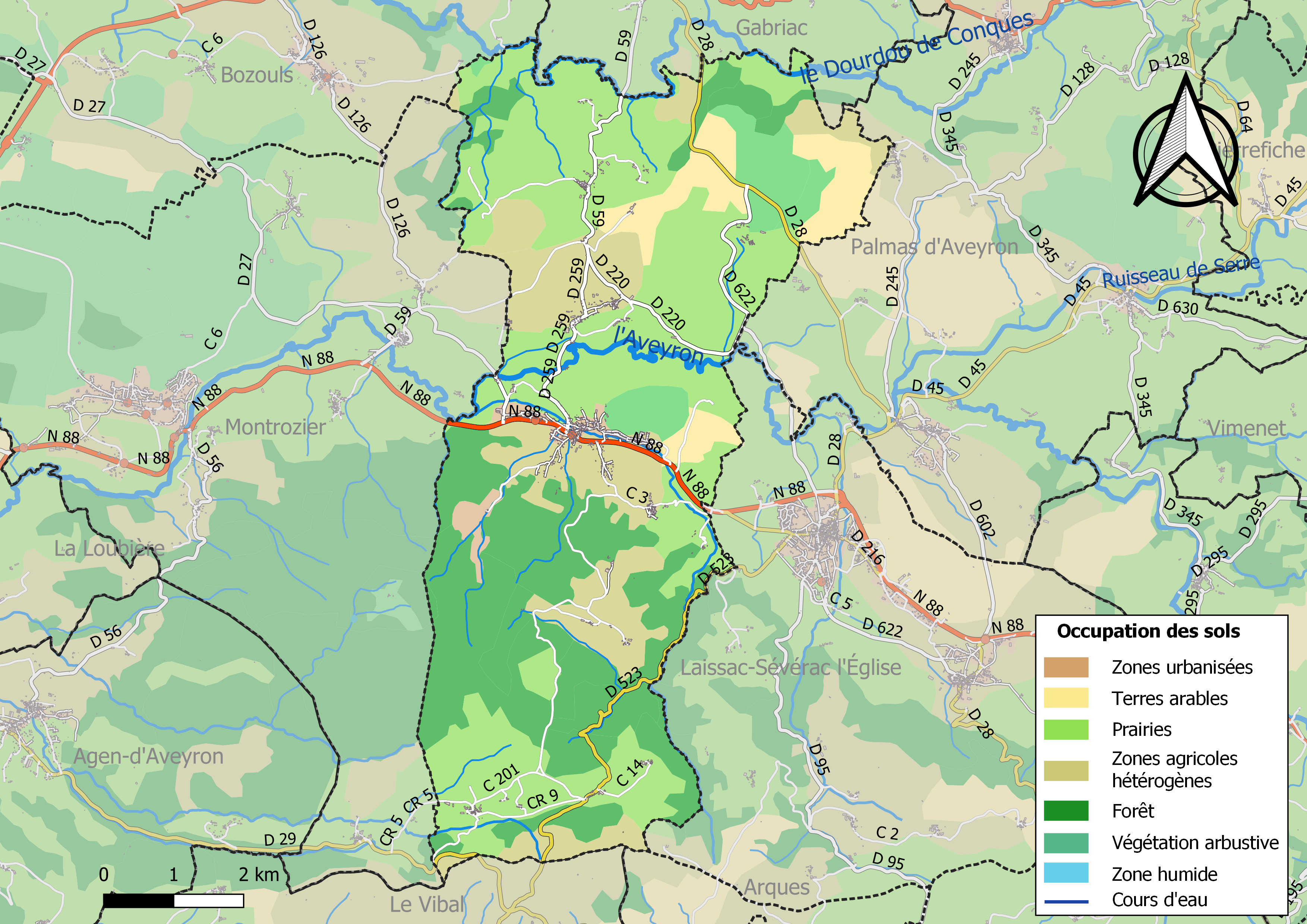
Infrastructures et occupation des sols de la commune de Bertholène.

L'occupation des sols de la commune, telle qu'elle ressort de la base de données européenne d’occupation biophysique des sols Corine Land Cover (CLC), est marquée par l'importance des territoires agricoles (65,4 % en 2018), une proportion sensiblement équivalente à celle de 1990 (65,7 %). La répartition détaillée en 2018 est la suivante : 
prairies (41,4 %), forêts (27,4 %), zones agricoles hétérogènes (17,2 %), terres arables (6,8 %), milieux à végétation arbustive et/ou herbacée (6 %), zones urbanisées (1,3 %).

### Hameaux
Anglars, Ayrinhac, Banc, etc.

### Planification
La commune disposait en 2017 d'un plan local d'urbanisme approuvé. Le zonage réglementaire et le règlement associé peuvent être consultés sur le Géoportail de l'urbanisme.

### Risques majeurs
Le territoire de la commune de Bertholène est vulnérable à différents aléas naturels : inondations, climatiques (hiver exceptionnel ou canicule), feux de forêts et séisme (sismicité faible).
Il est également exposé à un risque technologique, le transport de matières dangereuses, et à un risque particulier, le risque radon,.

#### Risques naturels

Zones inondables de la commune de Bertholène.

Certaines parties du territoire communal sont susceptibles d’être affectées par le risque d’inondation par débordement de l'Aveyron et de ses affluents (le ruisseau de Lugagnac). Les dernières grandes crues historiques, ayant touché plusieurs parties du département, remontent aux 3 et 4 décembre 2003 (dans les bassins du Lot, de l'Aveyron, du Viaur et du Tarn) et au 28 novembre 2014 (bassins de la Sorgues et du Dourdou). Ce risque est pris en compte dans l'aménagement du territoire de la commune par le biais du Plan de prévention du risque inondation (PPRI) Aveyron amont, approuvé le 24 novembre 2017.
Le Plan départemental de protection des forêts contre les incendies découpe le département de l’Aveyron en sept « bassins de risque » et définit une sensibilité des communes à l’aléa feux de forêt (de faible à très forte). La commune est classée en sensibilité moyenne.
Les mouvements de terrains susceptibles de se produire sur la commune sont soit des mouvements liés au retrait-gonflement des argiles, soit des effondrements liés à des cavités souterraines. Le phénomène de retrait-gonflement des argiles est la conséquence d'un changement d'humidité des sols argileux. Les argiles sont capables de fixer l'eau disponible mais aussi de la perdre en se rétractant en cas de sécheresse. Ce phénomène peut provoquer des dégâts très importants sur les constructions (fissures, déformations des ouvertures) pouvant rendre inhabitables certains locaux. La carte de zonage de cet aléa peut être consultée sur le site de l'observatoire national des risques naturels Géorisques. Une autre carte permet de prendre connaissance des cavités souterraines localisées sur la commune.

#### Risques technologiques
Le risque de transport de matières dangereuses sur la commune est lié à sa traversée par une route à fort trafic et une ligne de chemin de fer. Un accident se produisant sur de telles infrastructures est en effet susceptible d’avoir des effets graves au bâti ou aux personnes jusqu’à 350 m, selon la nature du matériau transporté. Des dispositions d’urbanisme peuvent être préconisées en conséquence.

#### Risque particulier
Dans plusieurs parties du territoire national, le radon, accumulé dans certains logements ou autres locaux, peut constituer une source significative d’exposition de la population aux rayonnements ionisants. Toutes les communes du département sont concernées par le risque radon à un niveau plus ou moins élevé. La commune de Bertholène est classée à risque moyen à élevé.

## Histoire

### Préhistoire
Le site a été très anciennement habité comme en témoigne la présence du dolmen des Bourines.

### Moyen Âge - Époque moderne
Le prieuré qui comprenait l'église d'Ayrinhac faisait partie des possessions de la Domerie d'Aubrac. Le château de Bertholène qui surplombe le bas bourg date du XIIe siècle. Point de résistance huguenote, il a été assiégé et mis à sac en 1556 par les troupes catholiques, et en partie incendié.

## Politique et administration

### Découpage territorial
La commune de Bertholène est membre de la communauté de communes Des Causses à l'Aubrac, un établissement public de coopération intercommunale (EPCI) à fiscalité propre créé le 1er janvier 2017 dont le siège est à Palmas d'Aveyron. Ce dernier est par ailleurs membre d'autres groupements intercommunaux.
Sur le plan administratif, elle est rattachée à l'arrondissement de Rodez, au département de l'Aveyron et à la région Occitanie. Sur le plan électoral, elle dépend du  canton de Lot et Palanges pour l'élection des conseillers départementaux, depuis le redécoupage cantonal de 2014 entré en vigueur en 2015, et de la première circonscription de l'Aveyron  pour les élections législatives, depuis le dernier découpage électoral de 2010.

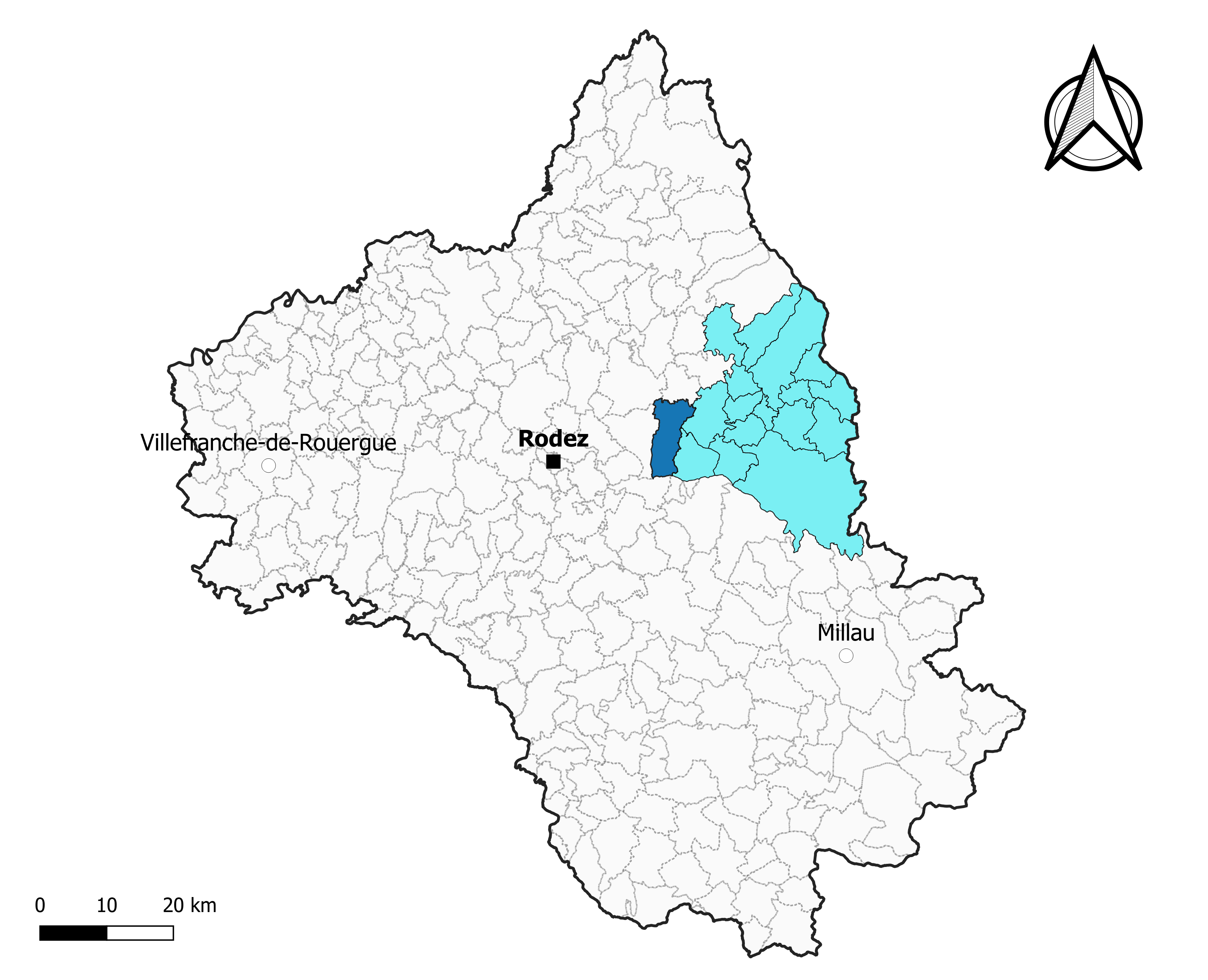
Bertholène dans l'intercommunalité en 2020.
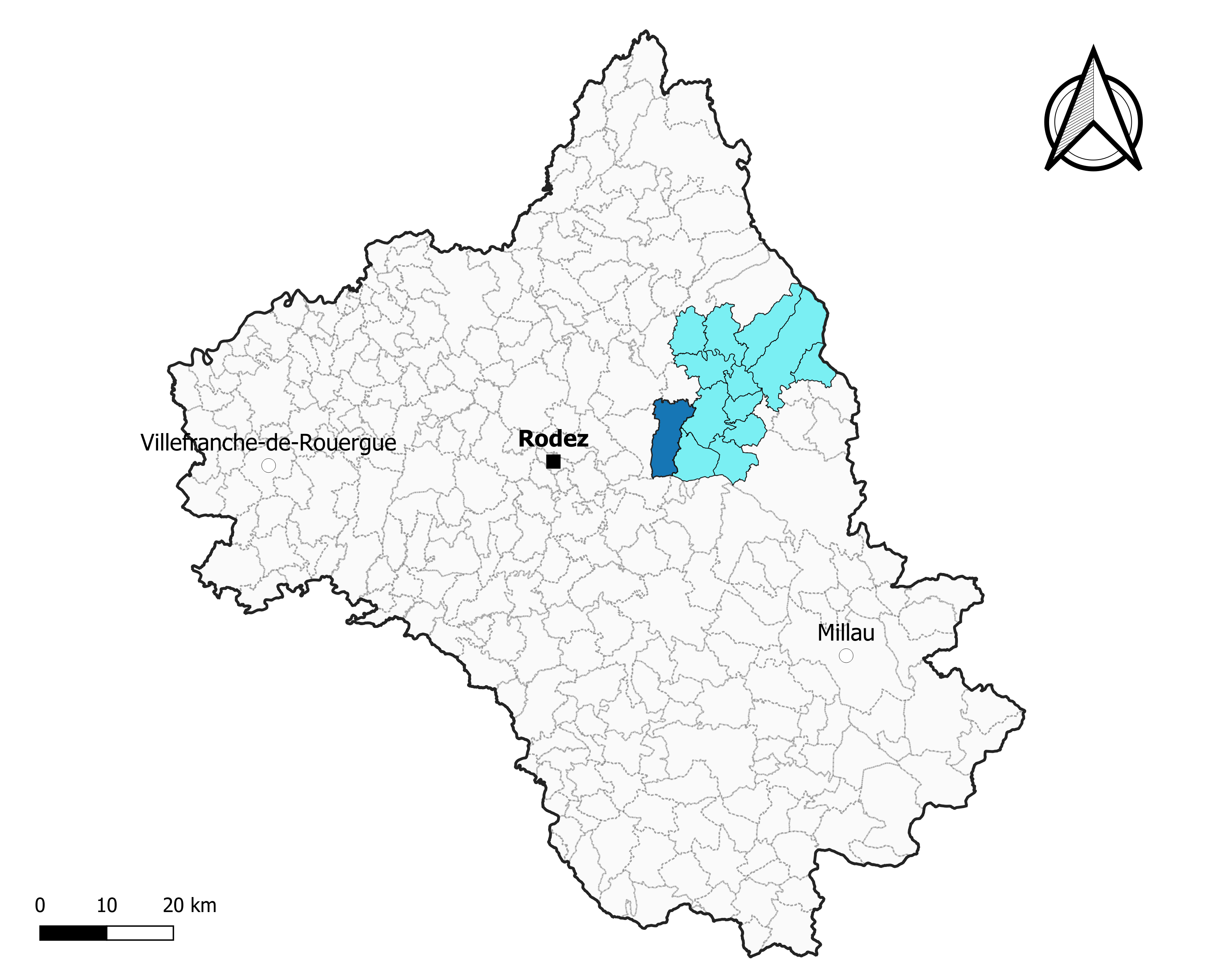
Bertholène dans le canton de Lot et Palanges en 2020.
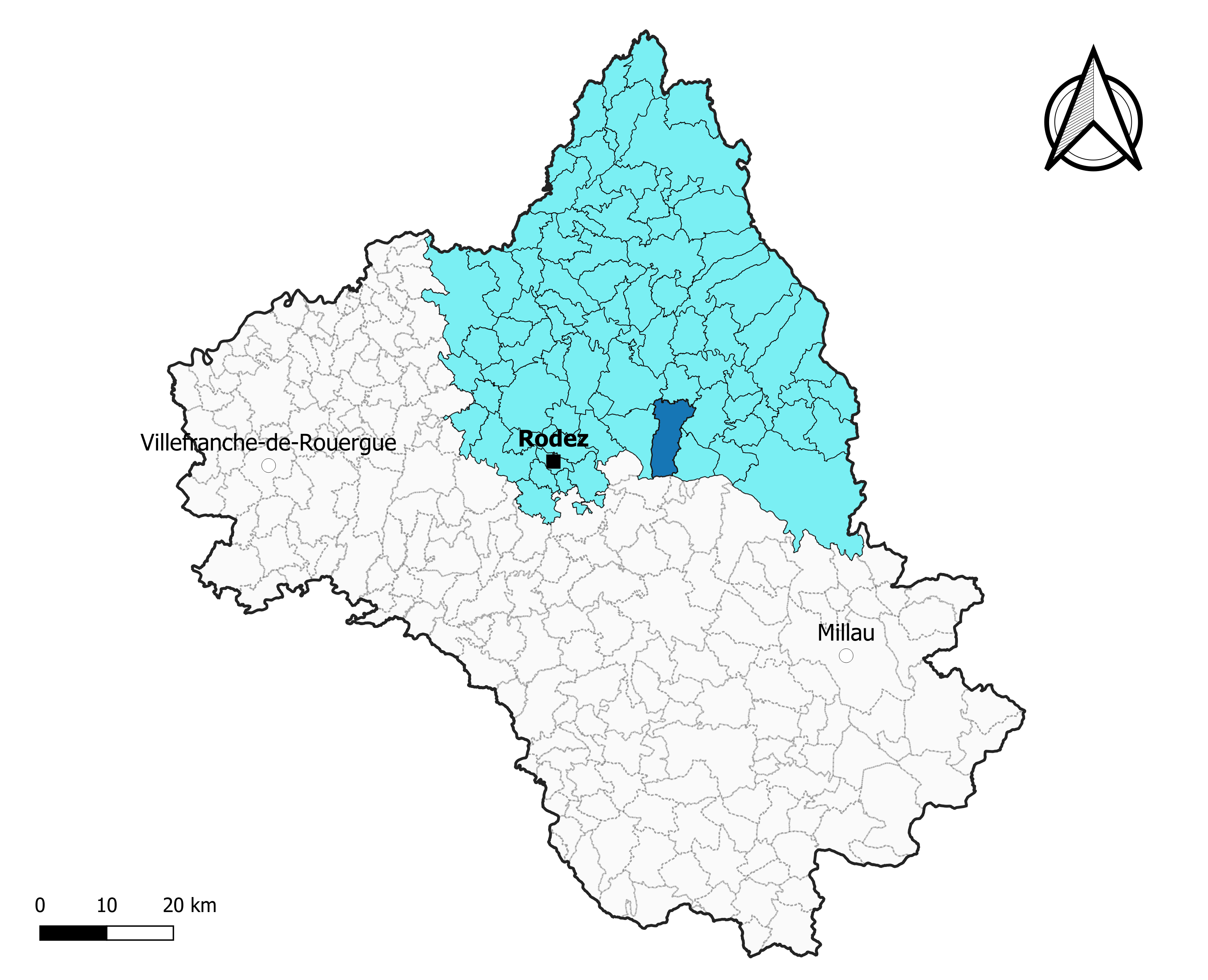
Bertholène dans l'arrondissement de Rodez en 2020.

### Élections municipales et communautaires

#### Élections de 2020
| Tête de liste      | Suffrages | Pourcentage | CM | CC |
| ------------------ | --------- | ----------- | -- | -- |
| Christine Presne   | 376       | 66,78 %     | 13 | 3  |
| Christian Boulouis | 187       | 33,21 %     | 2  | 0  |

Le conseil municipal de Bertholène, commune de plus de 1 000 habitants, est élu au scrutin proportionnel de liste à deux tours (sans aucune modification possible de la liste), pour un mandat de six ans renouvelable. Compte tenu de la population communale, le nombre de sièges à pourvoir lors des élections municipales de 2020 est de 15. Les quinze conseillers municipaux sont élus au premier tour avec un taux de participation de 65,77 %, se répartissant en treize issus de la liste conduite par Christine Presne et deux issus de celle de Christian Boulouis.
Christine Presne est élue nouvelle maire de la commune le 23 mai 2020.
Les trois sièges attribués à la commune au sein du conseil communautaire de la communauté de communes Des Causses à l'Aubrac sont alloués à la liste de Christine Presne.

#### Liste des maires
| Période                                  | Période   | Identité          | Étiquette | Qualité                                                               |
| ---------------------------------------- | --------- | ----------------- | --------- | --------------------------------------------------------------------- |
| mars 2001                                | mars 2008 | Gilbert Passaga   |           |                                                                       |
| mars 2008                                | juin 2020 | Jacques Maisonabe | SE        | Agriculteur                                                           |
| juin 2020                                | En cours  | Christine Presne  | UDI       | Conseillère départementale du canton de Lot et Palanges (depuis 2015) |
| Les données manquantes sont à compléter. |           |                   |           |                                                                       |

## Démographie
L'évolution du nombre d'habitants est connue à travers les recensements de la population effectués dans la commune depuis 1793. Pour les communes de moins de 10 000 habitants, une enquête de recensement portant sur toute la population est réalisée tous les cinq ans, les populations de référence des années intermédiaires étant quant à elles estimées par interpolation ou extrapolation. Pour la commune, le premier recensement exhaustif entrant dans le cadre du nouveau dispositif a été réalisé en 2007.

En 2022, la commune comptait 1 049 habitants, en évolution de +1,06 % par rapport à 2016 (Aveyron : +0,37 %, France hors Mayotte : +2,11 %).
| 1793 | 1800  | 1806  | 1821  | 1831  | 1836  | 1841  | 1846  | 1851  |
| ---- | ----- | ----- | ----- | ----- | ----- | ----- | ----- | ----- |
| 233  | 1 439 | 1 493 | 1 492 | 1 452 | 1 231 | 1 173 | 1 219 | 1 255 |

| 1856  | 1861  | 1866  | 1872  | 1876  | 1881  | 1886  | 1891  | 1896  |
| ----- | ----- | ----- | ----- | ----- | ----- | ----- | ----- | ----- |
| 1 202 | 1 077 | 1 141 | 1 149 | 1 189 | 1 124 | 1 109 | 1 093 | 1 222 |

| 1901  | 1906  | 1911  | 1921 | 1926 | 1931 | 1936 | 1946 | 1954 |
| ----- | ----- | ----- | ---- | ---- | ---- | ---- | ---- | ---- |
| 1 116 | 1 132 | 1 055 | 944  | 917  | 920  | 868  | 944  | 926  |

| 1962 | 1968 | 1975 | 1982 | 1990 | 1999 | 2006 | 2007  | 2012  |
| ---- | ---- | ---- | ---- | ---- | ---- | ---- | ----- | ----- |
| 883  | 785  | 705  | 782  | 918  | 924  | 994  | 1 003 | 1 013 |

| 2017  | 2022  | - | - | - | - | - | - | - |
| ----- | ----- | - | - | - | - | - | - | - |
| 1 046 | 1 049 | - | - | - | - | - | - | - |

Pour la paroisse d'Anglars, il est indiqué en fin d'année 1778 :
« J'ai compté cette année tous les paroissiens ils sont au nombre de 1127 tant petits que grands pour l'année 1779
1780 le 2 avril j'ai compté tous les paroissiens, il y en a 1130.
1781 le 21 mars j'ai compté tous les paroissiens il y en a 926
L'an 1784, j'ai compté tous les habitants de la paroisse d'Anglars et j'en ai trouvé 445 »

## Économie

### Revenus
En 2018  (données Insee publiées en septembre 2021), la commune compte 418 ménages fiscaux, regroupant 1 010 personnes. La médiane du revenu disponible par unité de consommation est de 21 240 € (20 640 € dans le département).

### Emploi
| Division       | 2008  | 2013  | 2018  |
| -------------- | ----- | ----- | ----- |
| Commune        | 4 %   | 4,3 % | 4,1 % |
| Département    | 5,4 % | 7,1 % | 7,1 % |
| France entière | 8,3 % | 10 %  | 10 %  |

En 2018, la population âgée de 15 à 64 ans s'élève à 639 personnes, parmi lesquelles on compte 77,5 % d'actifs (73,5 % ayant un emploi et 4,1 % de chômeurs) et 22,5 % d'inactifs,. Depuis 2008, le taux de chômage communal (au sens du recensement) des 15-64 ans est inférieur à celui de la France et du département.
La commune fait partie de la couronne de l'aire d'attraction de Rodez, du fait qu'au moins 15 % des actifs travaillent dans le pôle,. Elle compte 178 emplois en 2018, contre 172 en 2013 et 144 en 2008. Le nombre d'actifs ayant un emploi résidant dans la commune est de 474, soit un indicateur de concentration d'emploi de 37,7 % et un taux d'activité parmi les 15 ans ou plus de 59,8 %.
Sur ces 474 actifs de 15 ans ou plus ayant un emploi, 114 travaillent dans la commune, soit 24 % des habitants. Pour se rendre au travail, 87,1 % des habitants utilisent un véhicule personnel ou de fonction à quatre roues, 0,2 % les transports en commun, 6,3 % s'y rendent en deux-roues, à vélo ou à pied et 6,4 % n'ont pas besoin de transport (travail au domicile).

### Activités hors agriculture

#### Secteurs d'activités
64 établissements sont implantés  à Bertholène au 31 décembre 2019. Le tableau ci-dessous en détaille le nombre par secteur d'activité et compare les ratios avec ceux du département,.
| Secteur d'activité                                                                                        | Commune | Commune | Département |
| Secteur d'activité                                                                                        | Nombre  | %       | %           |
| --- | ------- | ------- | ----------- |
| Ensemble                                                                                                  | 64      | 100 %   | (100 %)     |
| Industrie manufacturière, industries extractives et autres                                                | 11      | 17,2 %  | (17,7 %)    |
| Construction                                                                                              | 18      | 28,1 %  | (13 %)      |
| Commerce de gros et de détail, transports, hébergement et restauration                                    | 12      | 18,8 %  | (27,5 %)    |
| Information et communication                                                                              | 1       | 1,6 %   | (1,5 %)     |
| Activités financières et d'assurance                                                                      | 2       | 3,1 %   | (3,4 %)     |
| Activités immobilières                                                                                    | 6       | 9,4 %   | (4,2 %)     |
| Activités spécialisées, scientifiques et techniques et activités de services administratifs et de soutien | 6       | 9,4 %   | (12,4 %)    |
| Administration publique, enseignement, santé humaine et action sociale                                    | 3       | 4,7 %   | (12,7 %)    |
| Autres activités de services                                                                              | 5       | 7,8 %   | (7,8 %)     |

Le secteur de la construction est prépondérant sur la commune puisqu'il représente 28,1 % du nombre total d'établissements de la commune (18 sur les 64 entreprises implantées  à Bertholène), contre 13 % au niveau départemental.

#### Entreprises
Les trois entreprises ayant leur siège social sur le territoire communal qui génèrent le plus de chiffre d'affaires en 2020 sont : 
- Immobilier Yves Passaga, administration d'immeubles et autres biens immobiliers (1 089 k€) ;
- SARL Vidal J-P. Et A., travaux de maçonnerie générale et gros œuvre de bâtiment (777 k€) ;
- Financiere Du Marques, activités des sociétés holding (291 k€).

### Exploitations minières
Par sa position au bord de l'ancien détroit de Rodez, la commune de Bertholène dispose de plusieurs sites riches en minerai : charbon, uranium et baryte.

#### Charbon
Le charbon est exploité à Bertholène depuis 1820. La dernière mine a été fermée en 1956 à la suite du dépôt de bilan de son dernier exploitant. Il est aujourd'hui question de recommencer l'exploitation de la 
houille par mines à ciel ouvert.

#### Uranium  et barite
Une mine d'uranium se situe sur la commune. À l'arrêt depuis 1995 et servant de site de stockage pour 476 000 tonnes de stériles miniers, elle a entre 1977 et 1995 produit et pré-traité 745 tonnes d'uranium. C'était de fait la plus grande mine d'uranium de l'Aveyron avec 95 % de la production (les autres étant très marginales).
Une mine d'extraction du baryte a été exploitée de 1977 à 1988.

### Agriculture
La commune est dans les Grands Causses, une petite région agricole occupant le sud-est du département de l'Aveyron. En 2020, l'orientation technico-économique de l'agriculture  sur la commune est l'élevage d'équidés et/ou d' autres herbivores.
|               | 1988  | 2000  | 2010  | 2020  |
| ------------- | ----- | ----- | ----- | ----- |
| Exploitations | 54    | 44    | 37    | 37    |
| SAU (ha)      | 2 666 | 3 031 | 2 963 | 2 967 |

Le nombre d'exploitations agricoles en activité et ayant leur siège dans la commune est passé de 54 lors du recensement agricole de 1988  à 44 en 2000 puis à 37 en 2010 et enfin à 37 en 2020, soit une baisse de 31 % en 32 ans. Le même mouvement est observé à l'échelle du département qui a perdu pendant cette période 51 % de ses exploitations,. La surface agricole utilisée sur la commune a quant à elle augmenté, passant de 2 666 ha en 1988 à 2 967 ha en 2020. Parallèlement la surface agricole utilisée moyenne par exploitation a augmenté, passant de 49 à 80 ha.

## Culture locale et patrimoine

### Édifices religieux
- L'église Saint-Julien d'Ayrinhac  Inscrit MH (2007)[68] dominée par un clocher-mur est formée d'une nef un chœur et quatre chapelles dont une du XIe siècle hexagonale.
- L'église Saint-Maurice d'Anglars  Inscrit MH (1944)[69] du XIIIe siècle[70], modifiée au XVe siècle possède un clocher arcade avec deux retours en maçonnerie et un toit formant abri pour le sonneur. La porte en bois est d'origine ainsi que son cloutage et son verrou, datés de la fin du XVe siècle.
- Église Saint-Roch de Banc.
- L’église Saint-Amans de Bertholène ornée de fresques modernes, a été reconstruite en 1839.[réf. nécessaire]

### Édifices civils
- Le château des Bourines  Inscrit MH (1963)[71] est une ancienne demeure féodale.

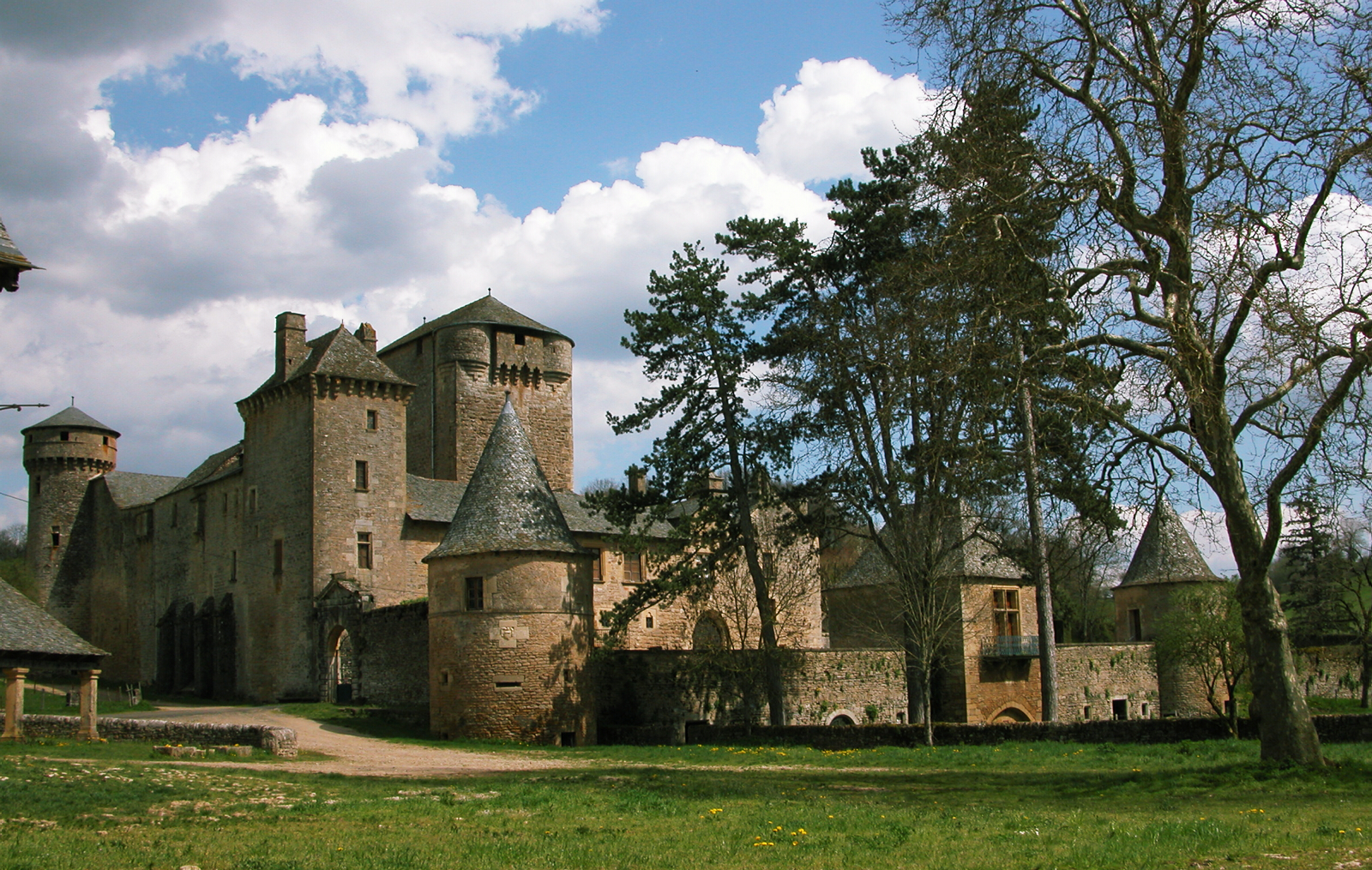
Façade sud.
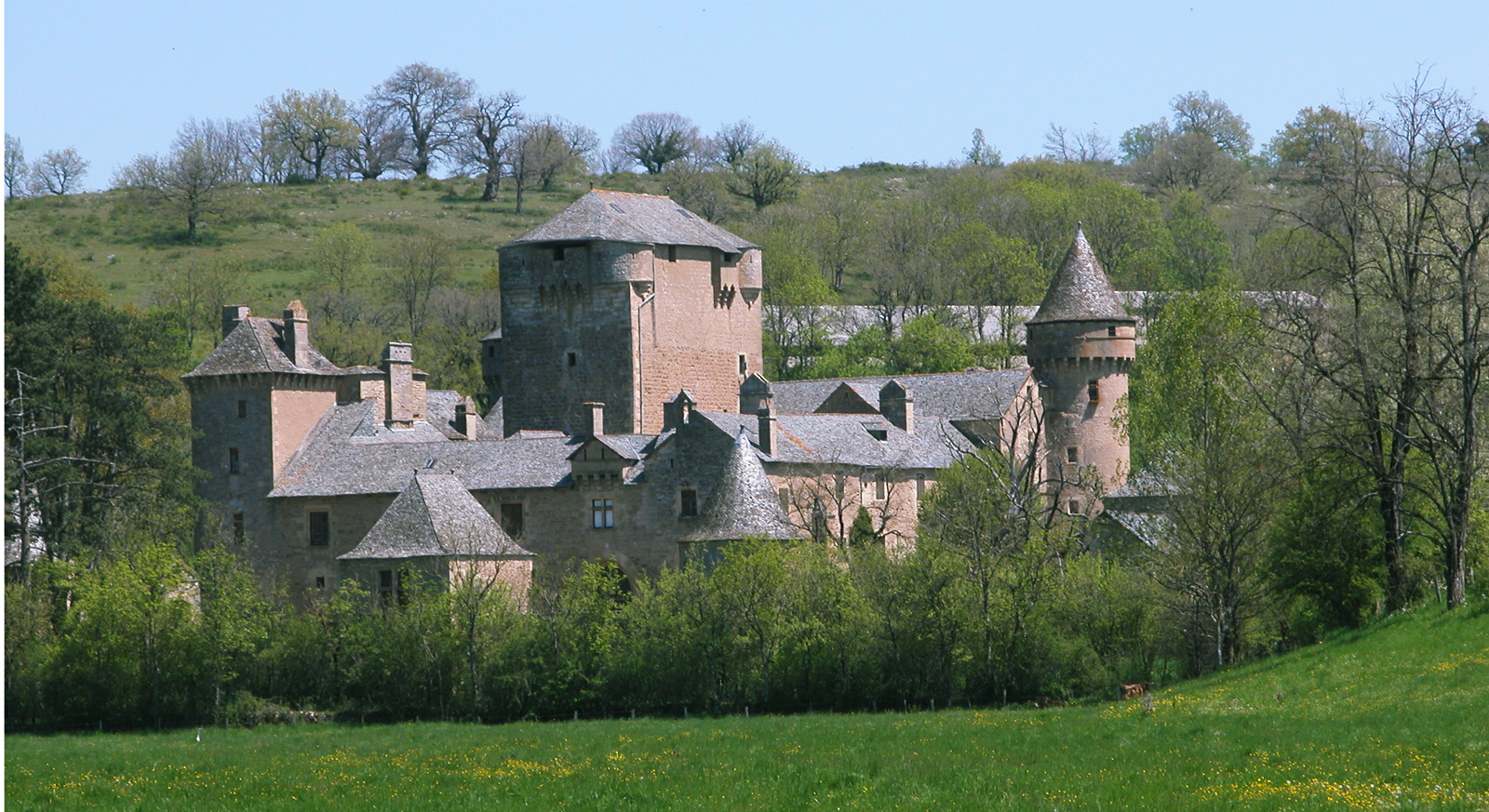
Façades est et nord.

- Site archéologique du dolmen 1 des Bourines  Inscrit MH (1995)[72].
- Le château de Bertholène en ruines remonte au XIIe siècle[46]. Il fut pris et détruit plusieurs fois au cours de sa longue existence et les dernières occupations des lieux remontent au début du XIXe siècle.Le château médiéval et son enceinte, haute de plusieurs mètres, remontent au XIIIe siècle. Il est l'objet d’un programme de restauration par la commune qui le reçut en don en 1992. Le dégagement opéré par les archéologues en 1999 a permis de mettre au jour un des ensembles mobiliers les plus riches jamais découvert dans le Rouergue. Les objets retrouvés au château sont visibles au musée archéologique de Montrozier.

### Héraldique
| Blason de Bertholène | De sable au lévrier rampant d'argent colleté du même, à la bordure denticulée de huit pièces aussi d'argent. |